# Melanagromyza pulverulenta
Melanagromyza pulverulenta är en tvåvingeart som beskrevs av Mitsuhiro Sasakawa 1956. Melanagromyza pulverulenta ingår i släktet Melanagromyza och familjen minerarflugor. Inga underarter finns listade i Catalogue of Life.